# Ancula
Ancula es un género de moluscos nudibranquios de la familia Goniodorididae.

## Diversidad
El género Ancula incluye un total de 7 especies descritas:
- Ancula espinosai Ortea, 2001
- Ancula evelinae Er. Marcus, 1961
- Ancula fuegiensis Odhner, 1926
- Ancula gibbosa (Risso, 1818)
- Ancula kariyana Baba, 1990
- Ancula lentiginosa Farmer & Sloan, 1964
- Ancula mapae (Burn, 1961)

Especies cuyo nombre ha dejado de ser aceptado por sinonimia:
- Ancula pacifica  MacFarland, 1964: aceptado como Ancula gibbosa  (Risso, 1818)